# Krzysztof Grabowski (réalisateur)
Pour les articles homonymes, voir Krzysztof Grabowski.
Krzysztof Grabowski est un producteur et réalisateur polonais de cinéma et de télévision né le 29 mai 1953 à Olsztyn.

## Biographie

### Études
En 1977, il est diplômé de la faculté des sciences humaines de l'université de Gdańsk (philologie polonaise et études cinématographiques) et en 1983 de la faculté de radio et de télévision de l'université de Silésie à Katowice en réalisation télévisuelle et cinématographique.

### Carrière
Il crée des films documentaires et des émissions de télévision pour des producteurs et des chaînes de télévision européens. Il est producteur de séries, de mini-séries et de longs métrages. 
Krzysztof Grabowski est membre de l'Association des cinéastes polonais.
Depuis 1996, il dirige le studio de télévision et de cinéma Grupa Filmowa Baltmedia (pl), spécialisé dans les coproductions internationales, les productions exécutives et la réalisation de films pour le marché polonais.
Depuis 2009, il est membre du conseil d'administration et producteur de Baltmedia Sp. z o.o., basée à Varsovie.
En novembre 2014, après l'acquisition de Baltmedia par Profilm Sp. z o.o., il devient président du conseil d'administration de cette société, qui fait partie de la holding ATM Grupa.
Depuis le 1er avril 2016, après l'absorption de Profilm par le holding ATM S.A., il est devenu producteur au sein d'ATM Grupa.

## Récompenses et distinctions
- Distinction honorifique Bene Meritus sous la forme d'une clé de Sandomierz décernée le 22 février 2010 par le maire de Sandomierz, Jerzy Borowski (pl)[2].